# Zhuanghe
Koordinaten: 39° 41′ N, 122° 58′ O

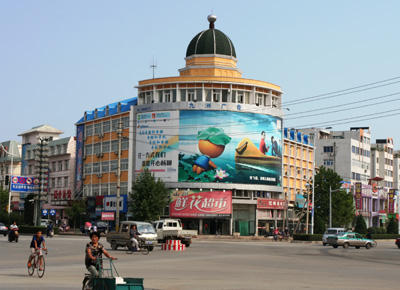
Stadtzentrum von Zhuanghe Shi

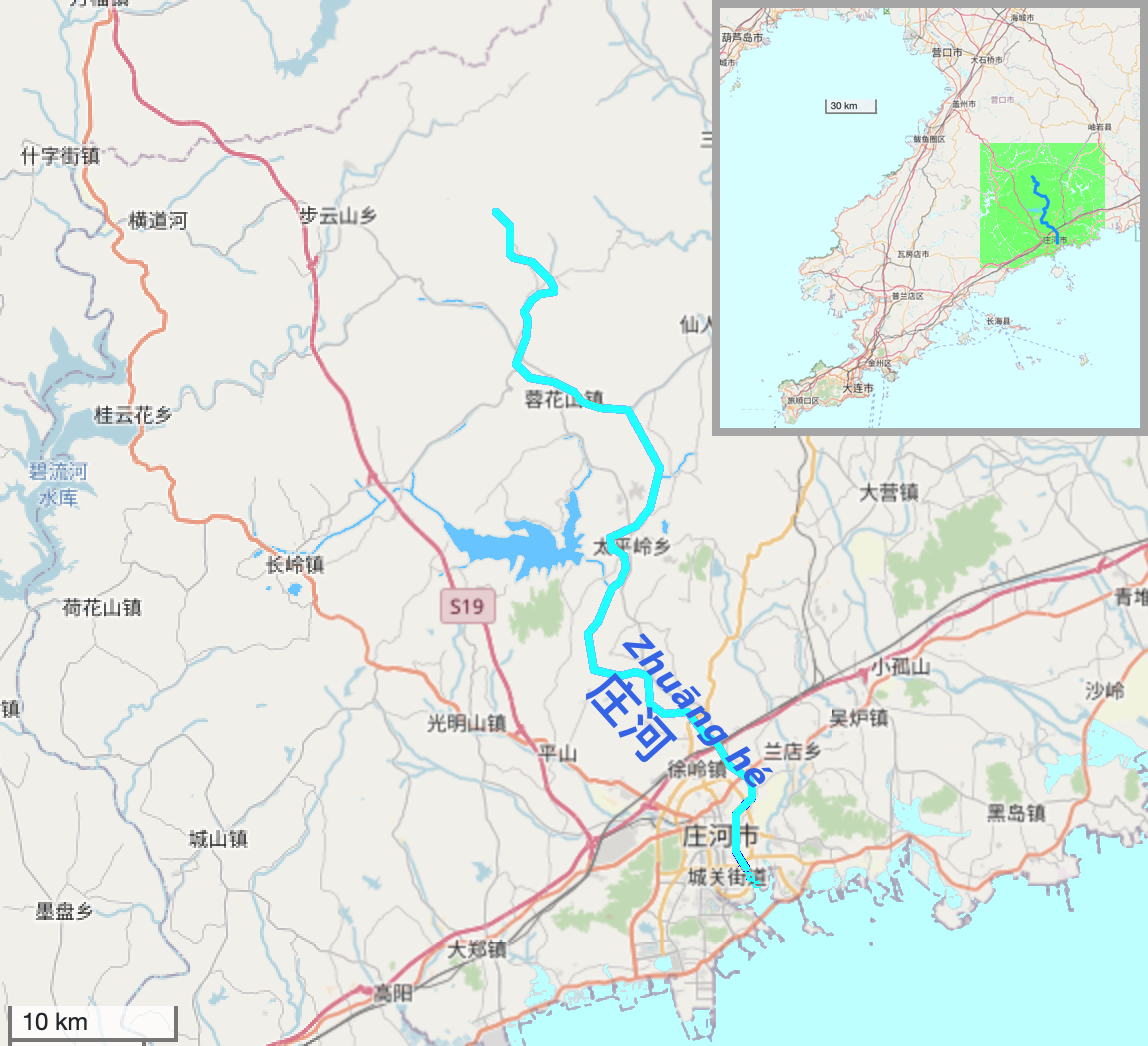
Lage und Verlauf des Flusses Zhuanghe

Die Stadt Zhuanghe (庄河市,  Zhuānghé Shì) ist eine kreisfreie Stadt in der chinesischen Provinz Liaoning. Sie gehört zum Verwaltungsgebiet der Unterprovinzstadt Dalian und ist deren am dünnsten besiedelte Gliederung von Bezirksrang. Zhuanghe hat eine Fläche von 3.962 km² und zählt 742.496 Einwohner (Stand: Zensus 2020), also nur 187 E./km². Sie ist nach dem gleichnamigen Fluss benannt.

## Administrative Gliederung
Auf Gemeindeebene setzt sich Zhuanghe aus vier Straßenvierteln, sechzehn Großgemeinden und sechs Gemeinden (davon zwei der Mandschu) zusammen. 